# Lambchop
Lambchop (początkowo Posterchild) – amerykańska grupa muzyczna, pochodząca z Nashville, zaliczana do nurtu country alternatywnego. Początkowo grupa tworzyła muzykę w stylu tradycyjnego country, później jej styl ewoluował, czerpiąc z post-rocka, soulu, czy lounge music.
Zespół powstał w 1986 jako trio i funkcjonował jako Posterchild. Nazwę Lambchop przyjął po podpisaniu kontraktu z Merge Records i wydaniu w 1993 singla Nine.
W listopadzie 2010 grupa wystąpiła w Polsce w ramach festiwalu Ars Cameralis.

## Skład
Grupa nie miała nigdy stałego składu, jej członkowie skupiali się wokół osoby lidera Kurta Wagnera.

## Wybrana dyskografia

### Albumy studyjne
- 1994 I Hope You're Sitting Down/Jack's Tulips
- 1996 How I Quit Smoking
- 1997 Thriller
- 1998 What Another Man Spills
- 2000 Nixon
- 2002 Is a Woman
- 2004 Aw Cmon
- 2004 No You Cmon
- 2006 Damaged
- 2008 OH (Ohio)
- 2012 Mr. M

### Kompilacje
- 2001 Tools in the Dryer
- 2006 The Decline of the Country and Western Civilization (1993-1999)
- 2006 The Decline of Country and Western Civilization, Part 2: The Woodwind Years

### Epki
- 1996 Hank
- 2000 The Queens Royal Trimma (Live Royal Festival Hall, London – Tour Only)
- 2001 Treasure Chest of the Enemy (Tour Only)
- 2005 CoLab